# هادی حائری
هادی حائری نویسنده، شاعر و مثنوی‌شناس بود. در شعر هادی تخلص می‌کرد. پدرش عبدالله حائری مازندرانی، ملقب به رحمت‌علیشاه (۱۲۴۱ خ - ۱۳۱۶ خ)، از مشایخ صوفیه در سلسلهٔ نعمت‌اللهی گنابادی بود.

## زندگی‌نامه
در سال ۱۲۶۵ خورشیدی در کربلا متولد شد. او علاوه بر علوم قدیمه و منطق و اصول و فلسفه، دوره‌های مدارس عالی دارالفنون و مدرسهٔ حقوق را طی کرد و علوم ادبی را نزد ادیب‌الممالک فراهانی فراگرفت. او سال‌ها ریاست مدارس معروف تهران را بر عهده داشت و مدتی رئیس سازمان اوقاف و معاون وزارت فرهنگ بود. حائری سخنرانی‌هایی درباب مولوی ایراد کرده بود و نظریاتی در زمینهٔ عرفان داشت. او در ۲۰ خرداد ۱۳۵۹ در تهران درگذشت.
خواهر او، زکیه حائری، همسر زین‌العابدین رهنما بود.

## تألیفات
- دورهٔ اخلاق قدیم و جدید
- دورهٔ فلسفه شامل معرفةالفنس، منطق قدیم و اخلاق و حدیث
- مابعدالطبیعه مشتمل بر حکمت شرقی و غربی
- تاریخ فلسفه و فلاسفه
- شرح حال فلاسفهٔ دنیا و عقاید آنها
- نخبة العرفان مِن آیاتِ القرآنِ و تفسیرِها، تهران: انتشارات حقیقت. ۱۳۸۳.